# Mystic (Connecticut)
Mystic – jednostka osadnicza w Stanach Zjednoczonych, w stanie Connecticut, w hrabstwie New London.